# Giuseppe Avitrano
Œuvres principales
12 sonates à quatre, 3 violons, basse continue, op. 3 
Te Mariam laudamus
Missa defunctorum
Giuseppe Antonio Avitrano (né en 1670 à Naples - mort le 19 mars 1756 à Naples) est un compositeur et violoniste italien de musique baroque du XVIIIe siècle.

## Biographie
Issu d’une famille de musiciens, Giuseppe Antonio Avitrano fut violoniste au sein de l'orchestre de la cour de Naples de la fin des années 1690 jusqu’à sa mort.
Ses premières œuvres sont deux série de dix sonates d’église à trois voix op. 1 et 2 que Avitrano dédia à Marzio Carafa, 6e duc de Maddaloni (1650–1703).
Avitrano est connu surtout pour ses sonates à quatre pour trois violons et basse continue op. 3, publiées en 1713, qui reposent sur le modèle développé à Naples au XVIIe siècle par des compositeurs tels que  Pietro Marchitelli (1643–1729) ou Giancarlo Cailò (1659–1722). Avec ces sonates, Avitrano a contribué de manière significative à la diffusion de ce type de composition majeur du répertoire pour violon. Dans son op. 3, les sonates les plus connues sont les no 1 L’aurora, la no 2 L’Aragona, la no 8 La Columbrano et la no 10 La Maddaloni.
Les 12 sonates de l’op. 3 sont dédiées à Carlo Pacecco Carafa, et chacune porte le nom d’une personne ou d’une famille liée à la maison des Carafa ou, à tout le moins, socialement et politiquement proche, comme les Barberini, les Borromini, les Carafa de Colubrano (ou Columbrano ou Colobrano), les Carafa de Maddaloni ou les Pacecco.

## Œuvres
- 10 sonates à trois, 2 violons, violoncelle, orgue, op. 1 (Naples, 1697)
- 10 sonates à trois, 2 violons, violoncelle, orgue, op. 2 (Naples, 1703)
- 12 sonates à quatre, 3 violons, basse continue, op. 3 (Naples, 1713)
- 7 cantates, pour soprano et basse continue
- Te Mariam laudamus, pour voix (S, S, A, T, T, B) 2 hautbois, 3 violons, b.c., (Naples, 1746)
- Missa defunctorum, (Naples, 1721)